# Mind Your Manners
Mind Your Manners – pierwszy singel amerykańskiej grupy muzycznej Pearl Jam pochodzący z dziesiątego studyjnego albumu zatytułowanego Lightning Bolt. Został oficjalnie zaprezentowany 11 lipca 2013 roku.

## Lista utworów
| Nr | Tytuł utworu        | Długość |
| -- | ------------------- | ------- |
| 1. | „Mind Your Manners” | 2:40    |
|    |                     | 2:40    |

## Twórcy
Zespół Pearl Jam w składzie
- Eddie Vedder – wokal prowadzący, gitara rytmiczna
- Stone Gossard – gitara rytmiczna, gitara prowadząca
- Mike McCready – gitara prowadząca
- Jeff Ament – gitara basowa
- Matt Cameron – perkusja

Inni
- Brendan O’Brien – produkcja

## Notowania
| Lista                              | Pozycja |
| ---------------------------------- | ------- |
| NRD - Eska Rock                    | 1       |
| Lista Przebojów Programu Trzeciego | 10      |
| Lista przebojów UWUEMKA            | 4       |
| Aferzasta Lista Przebojów          | 13      |

## Teledysk
Został opublikowany 23 sierpnia 2013 r. w serwisie YouTube. Reżyserem obrazu jest Danny Clinch, za zdjęcia odpowiada Vance Burberry, za produkcję - Lindha Narvaez, animacje - Andy Smetanka and Voyageur Pictures, efekty specjalne - studio S77.